# استان آرخانگلسک

استان آرخانگِلسک در نقشهٔ روسیه.

استان آرخانگِلسک (به انگلیسی: Arkhangelsk Oblast) (به روسی: Арха́нгельская о́бласть, Arkhangelskaya oblast) یکی از واحدهای فدرال کشور روسیه است که در ناحیه فدرالی شمال غربی واقع شده‌ است.
مرکز این استان شهر آرخانگلسک است.
این استان همچنین دربرگیرنده سرزمین فرانتس یوزف و مجمع‌الجزایر نوایا زملیا می‌باشد. علاوه بر این ها ناحیه خودگردان ننتس نیز زیر نظر استان آرخانگِلسک اداره می‌شود.